# Малєваць
45°12′ пн. ш. 15°46′ сх. д. / 45.20° пн. ш. 15.77° сх. д.
Малєваць (хорв. Maljevac) — населений пункт у Хорватії, у Карловацькій жупанії у складі громади Цетинград.

## Населення
Населення за даними перепису 2011 року становило 115 осіб.
Динаміка чисельності населення поселення: